# Aeropuerto Salote Pilolevu
El Aeropuerto de Lifuka (código IATA: HPA, código OACI: NFTL), también conocido como Aeropuerto Salote Pilolevu o Aeropuerto de Ha'apai, se encuentra en Lifuka, Tonga, a 5 km aeropuerto de la capital de la isla, Pangai.
En el aeropuerto, Real Tonga vuelos domésticos a las islas de Tongatapu y Vava'u. La duración del vuelo es de 40 y 30 minutos respectivamente.

## Aerolíneas y destinos
| Destino   | Nombre del aeropuerto              | Aerolínea  |
| --------- | ---------------------------------- | ---------- |
| Nukualofa | Aeropuerto Internacional Fua'amotu | Real Tonga |
| Vava'u    | Aeropuerto Internacional de Vava'u | Real Tonga |